# Pallone d'oro 1984

Michel Platini, vincitore del Pallone d'oro 1984

L'edizione 1984 del Pallone d'oro, 29ª edizione del premio calcistico istituito dalla rivista francese France Football, fu vinta dal francese Michel Platini (Juventus).
I giurati che votarono furono 26, provenienti da Austria, Belgio, Bulgaria, Cecoslovacchia, Danimarca, Finlandia, Francia, Germania Est, Germania Ovest, Grecia, Inghilterra, Irlanda, Italia, Jugoslavia, Lussemburgo, Paesi Bassi, Polonia, Portogallo, Romania, Scozia, Spagna, Svezia, Svizzera, Turchia, Ungheria e Unione Sovietica.